# Władimir Bagirow

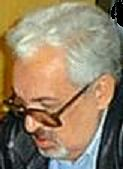
Władimir Bagirow, Grieskirchen 1998

Władimir Bagirow, łot. Vladimirs Bagirovs, ros. Владимир Константинович Багиров (ur. 16 sierpnia 1936 w Baku, zm. 21 lipca 2000 w Jyväskyli) – łotewski szachista i trener pochodzenia azerskiego, arcymistrz od 1978 roku.

## Życiorys
W latach 60. i 70. należał do szerokiej czołówki radzieckich szachistów. Pomiędzy 1960 a 1991 rokiem dziesięciokrotnie uczestniczył w finałach indywidualnych mistrzostw ZSRR, najlepszy wynik osiągając w debiutanckim starcie w Leningradzie, gdzie zajął IV miejsce (za Wiktorem Korcznojem, Tigranem Petrosianem i Jefimem Gellerem, a m.in. przed Lwem Poługajewskim, Jurijem Awerbachem, Wasilijem Smysłowem, Markiem Tajmanowem, Borysem Spasskim i Dawidem Bronsteinem). W roku 1961 wystąpił w Oberhausen w drużynowych mistrzostwach Europy, zakończonych zwycięstwem zespołu ZSRR. W tym samym roku zdobył również dwa złote medale (wraz z drużyną oraz za indywidualny wynik na II szachownicy) w drużynowych mistrzostwach świata studentów, rozegranych w Helsinkach.
W kolejnych latach osiągnął wiele sukcesów w turniejach międzynarodowych, m.in. w Baku (1964, dz. I m. wspólnie z Władimirem Antoszynem), Bai (1971, memoriał Lajosa Asztalosa, II m. za Gyozo Forintosem), Tbilisi (1971, dz. I m. wraz z Eduardem Gufeldem), Banja Luce (1976, dz. III m. za Vlastimilem Hortem i Milanem Vukiciem, wraz z Enverem Bukiciem i Bruno Parmą), Berlinie (1979, III m. za Wasilijem Smysłowem i Istvanem Csomem), Starym Smokovcu (1981, dz. I m.), Erywaniu (1982, dz. II m. za Michaiłem Talem, wraz z Jewgienijem Władimirowem i Symbatem Lyputianem), Lizbonie (1986, I m.), Ter Apel (1990, dz. II m. za Istvanem Csomem, wraz z Wolfgangiem Uhlmannem), Giessen (1993, dz. I m. wraz z Henrikiem Teske) oraz w Würzburgu (1995, dz. II m. za Michaelem Bezoldem i 1998, dz. II m. za Geraldem Hertneckiem).
Z dużym powodzeniem startował w mistrzostwach świata seniorów (zawodników powyżej 60. roku życia), w roku 1998 zdobywając tytuł mistrza świata, a w 1999 – wicemistrza.
Po rozpadzie Związku Radzieckiego należał do podstawowych zawodników reprezentacji Łotwy: dwukrotnie (1992, 1996) brał udział w szachowych olimpiadach, oprócz tego w roku 1992 wystąpił w drużynowych mistrzostwach Europy, a w 1993 – w drużynowych mistrzostwach świata.
Duże osiągnięcia zdobył jako szachowy szkoleniowiec. W roku 1975 trenował narodowy zespół Azerbejdżanu oraz współpracował z Garrim Kasparowem. Pod koniec lat 70. zamieszkał na Łotwie, trenując Michaiła Tala, a w późniejszych latach m.in. Aleksieja Szyrowa i Aleksandra Szabałowa. Uznanie zdobył również jako szachowy teoretyk. Opublikował dwie książki poświęcone partii angielskiej oraz multimedialne opracowanie wariantu wymiennego w gambicie hetmańskim.
Najwyższy ranking w karierze osiągnął 1 stycznia 1980 r., z wynikiem 2560 punktów dzielił wówczas 30-31. miejsce na światowej liście FIDE.
Zmarł w roku 2000 na atak serca w czasie IV rundy turnieju Heart of Finland, w trzech pierwszych rundach odnosząc komplet zwycięstw.

## Publikacje
- English Opening: Classical and Indian, Londyn 1994, ISBN 1-85744-033-1.
- English Opening: Symmetrical, Londyn 1995, ISBN 1-85744-032-3.
- Queen’s Gambit Declined, Exchange Variation, CD-ROM, Amsterdam 2000.